# 貴族の時間
『貴族の時間』（きぞくのじかん）は、STVラジオで放送しているラジオのトーク番組。

## 概要
北海道の劇団である中小貴族団体「シークレット歌劇團0931」の夢組ツートップ、銀河祐と紅雅みすずがパーソナリティを務める番組。オープニングテーマとエンディングテーマ以外は30分間一切、曲をかけない。
回によっては劇団員である音羽美雨（おとは みう）、星輝柚瑠（せき ゆずる）、観来灯足（みぎ ひだり）、栄瑪ラルド（えめ　らるど）、あいざわが出演することもある。
メールのことを献上文、ラジオネームを平民ネームとしている。なお、ラジオネームにおける「平民」は、一般市民を表す言葉ではなく「平素からお世話になっている民」を意味している。
2020年6月14日の放送以降、銀河たちが面白いと感じたリスナーにステッカーをプレゼントしている。

## 放送時間
現在の放送時間
- 2023年10月2日 - 、STVラジオ 毎週月曜 21:00 - 21:30

かつての放送時間
- 2021年4月3日 - 2023年9月30日、STVラジオ 毎週土曜 21:00 - 21:30[9]
- 2020年4月5日 - 2021年3月28日、STVラジオ 毎週日曜 20:30 - 21:00[10]
- 2019年10月6日 - 2020年3月29日、STVラジオ 毎週日曜 22:00 - 22:30[11]
- 2019年4月7日 - 2019年9月29日、STVラジオ 毎週日曜 22:30 - 23:00[2]

## コーナー
なつかし貴族～♪
あったあったなつかし～いということ・もの・歌などを、ただただ貴族が懐かしむコーナー。
それ、貴族にきいてみよう!
リスナーからの疑問・質問に、銀河と紅雅が答えてくれるかもしれないコーナー。
貴族でしょうか・・・・・?
社会に紛れている隠れ貴族をリスナーから報告してもらい、銀河と紅雅が貴族かどうかジャッジするコーナー。
よ〜し、よぉくやったぁ〜!
平民が頑張ったことを募集し、銀河たちがそれを褒めるコーナー。
貴族の　あの夢・その夢・こんな夢!
リスナーが見た夢を勝手に診断するコーナー。
コープさっぽろラブコープ!
毎年春に行われる生活協同組合コープさっぽろのキャンペーン「ラブコープ総選挙」の投票候補商品20品を紹介していくコーナー。2020年より開始、選挙後もコープさっぽろの商品を紹介している。2021年は3月22日から9月11日まで放送。

## BGM
それ、貴族にきいてみよう!
- ヘルベルト・フォン・カラヤン & フィルハーモニア管弦楽団「Marche de Radetzky, Op. 228」

貴族の　あの夢・その夢・こんな夢!
- アカデミー室内管弦楽団 & サー・ネヴィル・マリナー「Brandenburg Concerto No.5 In D Bwv1050: I. Allegro」

よ〜し、よぉくやったぁ〜!
- ラデク・バボラーク/チェコ・シンフォニエッタ「ホルン協奏曲 第2番 変ホ長調 K.417: 1 Allegro Moderato」

コープさっぽろラブコープ!
- エミール・ワルトトイフェル作曲「ワルツ「女学生」作品191」

ジングル
- ヨハネス・ブラームス作曲「ピアノソナタ第1番 ハ長調 作品1」

## 公開収録
- 貴族の時間 スタジオ公開収録「ラジオ平民ファンの集い」（2019年12月21日）[15]

会場：STVラジオ 第一スタジオ
放送日：2019年12月29日、2020年1月5日